# Władisław Stojanow
Władisław Bojkow Stojanow (bułg. Владислав Бойков Стоянов, ur. 8 czerwca 1987 w Perniku) – bułgarski piłkarz grający na pozycji bramkarza.

## Kariera klubowa
Swoją karierę piłkarską Stojanow rozpoczął w klubie Metałurg Pernik. Następnie w latach 2000–2004 uczęszczał do szkółki piłkarskiej CSKA Sofia. W 2004 roku przeszedł do Nafteksu Burgas. W sezonie 2005/2006 zadebiutował pierwszej lidze bułgarskiej. Debiut miał miejsce 15 października 2005 w meczu z Czerno More Warna (1:0).
W 2006 roku Stojanow przeszedł do innego klubu z Burgas, Czernomorca Burgas. Swój debiut w nim zanotował 19 sierpnia 2006 w meczu z PFK Nesebar (1:1). W sezonie 2006/2007 awansował z Czernomorcem z drugiej do pierwszej ligi bułgarskiej. W Czernomorcu występował do końca 2009 roku.
Na początku 2010 roku Stojanow podpisał kontrakt z mołdawskim Sheriffem Tyraspol. W Sheriffie swój debiut zanotował 7 marca 2006 w zwycięskim 2:0 domowym meczu z FC Tiraspol. Wraz z Sheriffem dwukrotnie zostawał mistrzem Mołdawii w sezonach 2009/2010 i 2011/2012. Zdobył też Puchar Mołdawii w sezonie 2009/2010.
W 2013 roku Stojanow został zawodnikiem Łudogorca Razgrad.
| Sezon   | Klub               | Kraj     | Rozgrywki         | Mecze | Bramki |
| ------- | ------------------ | -------- | ----------------- | ----- | ------ |
| 2005/06 | Nafteks Burgas     | Bułgaria | A PFG             | 4     | 0      |
| 2006/07 | Czernomorec Burgas | Bułgaria | B PFG             | 9     | 0      |
| 2007/08 | Czernomorec Burgas | Bułgaria | A PFG             | 28    | 0      |
| 2008/09 | Czernomorec Burgas | Bułgaria | A PFG             | 11    | 0      |
| 2009/10 | Czernomorec Burgas | Bułgaria | A PFG             | 0     | 0      |
| 2009/10 | Sheriff Tyraspol   | Mołdawia | Divizia Națională | 9     | 0      |
| 2010/11 | Sheriff Tyraspol   | Mołdawia | Divizia Națională | 18    | 0      |
| 2011/12 | Sheriff Tyraspol   | Mołdawia | Divizia Națională | 16    | 0      |
| 2012/13 | Sheriff Tyraspol   | Mołdawia | Divizia Națională | 10    | 0      |
| 2012/13 | Łudogorec Razgrad  | Bułgaria | A PFG             |       |        |

## Kariera reprezentacyjna
W reprezentacji Bułgarii Stojanow zadebiutował 12 października 2010 roku w wygranym 2:0 towarzyskim spotkaniu z Arabią Saudyjską, rozegranym w Stambule.